# 李得浓
李得浓（1949年5月—2016年10月23日），广东潮州人，潮州木雕工匠，艺术家，中国首批国家级非物质文化遗产项目潮州木雕代表性传承人，有“广东省工艺美术大师”、“中国国家高级工艺美术师”等称呼。

## 生平
1949年5月，李得浓出生于广东潮州。1973年进入潮州金漆木雕厂，师从陈舜羌、刘林德学习潮州金漆木雕技艺。1977年至广州美术学院进修。于2016年10月23日（北京时间）凌晨逝世，享年67岁。

## 曾担任职务
- 广东省工艺美术研究所研究员[4]
- 潮州木雕艺术研究中心总监[4]
- 中山大学兼职教授[4]
- 中国工艺美术学会木雕专业委员会副会长[4]
- 韩山师范学院客座教授[5]
- 浙江省工艺美术（雕艺）产业研究中心特邀研究员[5]
- 潮州市文化研究中心特约研究员[5]
- 深圳市工美文化创意研究院高级研究员[5]
- 中国木雕专业委员会副会长[5]
- 潮州浓园木雕艺术研究院院长与艺术总监[5]
- 深圳市潮汕民俗博物馆名誉馆长[5]
- 佛山市禅城区陶都工艺美术馆名誉馆长[5]

## 作品

### 木雕作品
- 《憩息之舟》[6]
- 《喜悦归》[6]
- 《连中三元登甲第》[6]
- 《菊留秋色虾蟹肥》[6]
- 《气息之舟》[3]
- 《九如集庆》[3]
- 《九如集庆喜连年》[7]
- 《和谐之韵》[7]
- 《满载喜悦归》[7]
- 《荷塘集兴》[4]
- 《海韵游趣》[5]
- 《锦上添花》[5]
- 《穆桂英挂帅》[1]
- 《唐人诗意》[1]
- 《一路连升十全十美》[8]

- 《金玉满堂》[2]
- 《游目骋怀•龙虾蟹篓》[2]

### 论文
- 《寻求传统艺术与现代理念契合》[9]

## 所获荣誉
其作品被中国国家博物馆、中国工艺美术馆、广东美术馆、广东档案馆、广东民间艺术博物馆、广州南越王博物馆、马来西亚创价艺术馆等收藏，三十多次获国家及省、市金奖和银奖，在中国工艺美术协会和中国轻工业联合会举办的博览会上多次荣获金奖和银奖。

## 评价
中国非物质文化遗产网评价他的作品“点、线、面结合，层次丰富，杂而不乱，疏密穿插，动静结合，注重主题寓意”，认为他在保留并吸收传统潮州木雕技艺的基础上进行了创新，突破了传统金漆木雕技艺中只求铺面和“匀匀杂杂通通”的弱点。
著名的汉学大师饶宗颐看过他的作品后，曾感慨作对：“大匠无弃材，方家有神技”。